# Kabinett Gersdorff
Das Kabinett Gersdorff (Staatsministerium) bildete von 1843 bis zum 11. März 1848 die von Großherzog Carl Friedrich eingesetzte Landesregierung des Großherzogtums Sachsen-Weimar-Eisenach. Im Zuge der Märzrevolution 1848 wurde es durch eine liberale Märzregierung unter Leitung des bisherigen Vorstands des Dritten Departements Christian Bernhard von Watzdorf abgelöst.
| Amt | Name                                 |
| Erstes Departement (Angelegenheiten des Großherzoglichen Hauses Finanzen Angelegenheiten den Deutschen Zoll- und Handelsverein betreffend) | Ernst Christian August von Gersdorff |
| Zweites Departement (Kirchen- und Schulsachen Militärangelegenheiten)                                                                      | Christian Wilhelm Schweitzer         |
| Drittes Departement (Auswärtige Angelegenheiten Beziehungen zum Deutschen Bund Justiz Medizinalwesen)                                      | Christian Bernhard von Watzdorf      |